# Boulevard Hymus
Le boulevard Hymus est une voie de l'ouest-de-l'Île de Montréal.

## Situation et accès
Ce boulevard, surtout industriel, qui est parallèle à l'autoroute Transcanadienne dans l'ouest est situé légèrement au sud de l'île de Montréal. Il relie la Ville de Kirkland (chemin Sainte-Marie) à l'ouest du boulevard Saint-Charles à l'arrondissement Saint-Laurent en traversant les villes de Pointe-Claire et Dorval. Il devient le boulevard Henri-Bourassa dans les villes de Montréal et Montréal-Est à l'est de l'autoroute 40 .
Le boulevard est desservi par 7 lignes d'autobus de la STM. À l'ouest du boulevard Saint-Jean, le secteur est surtout desservi par le circuit 200, qui relie Sainte-Anne-de-Bellevue au terminus Fairview, ainsi que par le circuit 203. Au centre, entre Saint-Jean et Des Sources, on retrouve les lignes 72 et 204 alors qu'à l'est on retrouve le circuit 225 qui relie le terminus Fairview au terminus Côte-Vertu.

## Origine du nom
Il est nommé en l'honneur de W.C. Hymus qui a travaillé 50 ans au Canadien National (de 1920 à 1970).

## Bâtiments remarquables et lieux de mémoire
- Station Des Sources